# Lista de filmes originais Netflix (2022)
Netflix é um serviço de streaming over-the-top de vídeo sob demanda por assinatura global americano, que distribui uma série de programas originais, incluindo séries originais, especiais, minisséries, documentários e filmes. Os filmes originais Netflix incluem também conteúdo que foi exibido pela primeira vez nós cinemas em outros países ou exibido com exclusividade em outros territórios e é então descrito como conteúdo original da Netflix. 

## Filmes
| Título original                                     | Título no Brasil                                       | Título em Portugal | Gênero                            | Estreia               | Duração    | Idioma     |
| --------------------------------------------------- | ------------------------------------------------------ | ------------------ | --------------------------------- | --------------------- | ---------- | ---------- |
| 4 metá                                              | Mesa para Quatro                                       |                    | Comédia romântica                 | 5 de Janeiro de 2022  | 1 h 30 min | Italian    |
| El páramo                                           | O Páramo                                               |                    | Horror                            | 6 de Janeiro de 2022  | 1 h 32 min | Spanish    |
| Jak pokochałam gangstera                            | Como Me Apaixonei por um Gângster                      |                    | Drama                             | 12 de Janeiro de 2022 | 2 h 59 min | Polish     |
| Brazen                                              | Indecente                                              |                    | Romantic thriller                 | 13 de Janeiro de 2022 | 1 h 36 min | English    |
| Penyalin Cahaya                                     | As Fotos Vazadas                                       |                    | Coming-of-age drama               | 13 de Janeiro de 2022 | 2 h 10 min | Indonesian |
| El Comediante                                       | Essa Não É uma Comédia                                 |                    | Comedy drama                      | January 14, 2022      | 1 h 45 min | Spanish    |
| The Royal Treatment                                 | Tratamento de Realeza                                  |                    | Romance                           | January 20, 2022      | 1 h 37 min | English    |
| Amandla                                             | Amandla                                                |                    | Drama                             | January 21, 2022      | 1 h 46 min | English    |
| Munich – The Edge of War                            | Munique: No Limite da Guerra                           |                    | Historical drama / thriller       | January 21, 2022      | 2 h 11 min | English    |
| Babamın Kemanı                                      | O Violino do Meu Pai                                   |                    | Drama                             | January 21, 2022      | 1 h 52 min | Turkish    |
| Home Team                                           | Time do Coração                                        |                    | Sports comedy                     | January 28, 2022      | 1 h 37 min | English    |
| Looop Lapeta                                        | Um Looop Eterno                                        |                    | Romantic thriller                 | February 4, 2022      | 2 h 11 min | Hindi      |
| A través de mi ventana                              | Através da Minha Janela                                |                    | Drama                             | February 4, 2022      | 1 h 53 min | Spanish    |
| The Privilege                                       | Filhos do Privilégio                                   |                    | Horror                            | February 9, 2022      | 1 h 47 min | German     |
| Pod Wiatr                                           | O Amor Move Ondas                                      |                    | Romantic drama                    | February 10, 2022     | 1 h 48 min | Polish     |
| Bigbug                                              | Bigbug                                                 |                    | Science fiction comedy            | February 11, 2022     | 1 h 51 min | French     |
| 모럴센스                                            | Amor com Fetiche                                       |                    | Romantic comedy                   | February 11, 2022     | 1 h 58 min | Korean     |
| Love Tactics                                        | Táticas do Amor                                        |                    | Romantic comedy                   | February 11, 2022     | 1 h 38 min | Turkish    |
| Tall Girl 2                                         | Crush à Altura 2                                       |                    | Teen romantic comedy              | February 11, 2022     | 1 h 41 min | English    |
| Fistful of Vengeance                                | Golpes de Vingança                                     |                    | Supernatural martial arts drama   | February 17, 2022     | 1 h 36 min | English    |
| Texas Chainsaw Massacre                             | O Massacre da Serra Elétrica: O Retorno de Leatherface |                    | Slasher                           | February 18, 2022     | 1 h 23 min | English    |
| UFO                                                 | UFO                                                    |                    | Drama                             | February 23, 2022     | 1 h 50 min | Turkish    |
| A Madea Homecoming                                  | Madea: O Retorno                                       |                    | Comedy                            | February 25, 2022     | 1 h 47 min | English    |
| Sans répit                                          | Um Dia Difícil                                         |                    | Action thriller                   | February 25, 2022     | 1 h 36 min | French     |
| Against the Ice                                     | Contra o Gelo                                          |                    | Survival                          | March 2, 2022         | 1 h 43 min | English    |
| The Weekend Away                                    | Naquele Fim de Semana                                  |                    | Thriller                          | March 3, 2022         | 1 h 31 min | English    |
| Il filo invisibile                                  | Laços de Afeto                                         |                    | Comedy drama                      | March 4, 2022         | 1 h 30 min | Italian    |
| The Adam Project                                    | O Projeto Adam                                         |                    | Science fiction                   | March 11, 2022        | 1 h 46 min | English    |
| Rescued by Ruby                                     | O Resgate de Ruby                                      |                    | Drama                             | March 17, 2022        | 1 h 33 min | English    |
| Black Crab                                          | Caranguejo Negro                                       |                    | Thriller                          | March 18, 2022        | 1 h 54 min | Swedish    |
| Hasta que nos volvamos a encontrar                  | Até a Próxima Vez                                      |                    | Romantic comedy                   | March 18, 2022        | 1 h 36 min | Spanish    |
| Windfall                                            | Sorte de Quem?                                         |                    | Thriller                          | March 18, 2022        | 1 h 32 min | English    |
| Sen Yaşamaya Bak                                    | Meu Porto Seguro                                       |                    | Romantic comedy                   | March 21, 2022        | 1 h 44 min | Turkish    |
| 桜のような僕の恋人                                  | Como Pétalas que Caem                                  |                    | Drama                             | March 24, 2022        | 2 h 9 min  | Japanese   |
| All Hail                                            | Granizo                                                |                    | Drama                             | March 30, 2022        | 1 h 58 min | Spanish    |
| Apollo 10 1⁄2: A Space Age Childhood                | Apollo 10 e Meio: Aventura na Era Espacial             |                    | Animation                         | April 1, 2022         | 1 h 38 min | English    |
| Battle: Freestyle                                   | Batalhas: Freestyle                                    |                    | Romantic drama                    | April 1, 2022         | 1 h 28 min | Norwegian  |
| The Bubble                                          | A Bolha                                                |                    | Comedy                            | April 1, 2022         | 2 h 6 min  | English    |
| Cobalt Blue                                         | Azul Cobalto                                           |                    | Romantic drama                    | April 2, 2022         | 1 h 52 min | Hindi      |
| Las niñas de cristal                                | As Garotas de Cristal                                  |                    | Drama                             | April 8, 2022         | 2 h 19 min | Spanish    |
| Metal Lords                                         | Metal Lords                                            |                    | Musical comedy drama              | April 8, 2022         | 1 h 38 min | English    |
| 야차                                                | Yaksha: Operação Implacável                            |                    | Spy                               | April 8, 2022         | 2 h 5 min  | Korean     |
| Poskromienie złośnicy                               | A Megera Domada                                        |                    | Comedy                            | April 13, 2022        | 1 h 52 min | Polish     |
| Choose or Die                                       | Escolha ou Morra                                       |                    | Horror                            | April 15, 2022        | 1 h 25 min | English    |
| Man of God                                          | Homem de Deus                                          |                    | Drama                             | April 16, 2022        | 1 h 51 min | English    |
| La svolta                                           | Ponto de Inflexão                                      |                    | Drama                             | April 20, 2022        | 1 h 30 min | Italian    |
| 365 Dni: Ten Dzień                                  | 365 Dias: Hoje                                         |                    | Erotic thriller                   | April 27, 2022        | 1 h 51 min | English    |
| Silverton Siege                                     | Silverton: Cerco Fechado                               |                    | Action thriller                   | April 27, 2022        | 1 h 41 min | English    |
| バブル                                              | バブル                                                 |                    | Anime                             | April 28, 2022        | 1 h 41 min | Japanese   |
| Amor de Madre                                       | Lua de Mel com a Minha Mãe                             |                    | Comedy                            | April 29, 2022        | 1 h 50 min | Spanish    |
| Rumspringa – An Amish in Berlin                     | Rumspringa – An Amish in Berlin                        |                    | Comedy                            | April 29, 2022        | 1 h 42 min | German     |
| Along for the Ride                                  | A Caminho do Verão                                     |                    | Drama                             | May 6, 2022           | 1 h 47 min | English    |
| The Takedown                                        | Os Opostos Sempre Se Atraem                            |                    | Action comedy                     | May 6, 2022           | 2 h 1 min  | French     |
| Thar                                                | Thar                                                   |                    | Western thriller                  | May 6, 2022           | 1 h 48 min | Hindi      |
| Senior Year                                         | De Volta ao Baile                                      |                    | Comedy                            | May 13, 2022          | 1 h 53 min | English    |
| Toscana                                             | Toscana                                                |                    | Drama                             | May 18, 2022          | 1 h 30 min | Danish     |
| A Perfect Pairing                                   | Combinação Perfeita                                    |                    | Romantic comedy                   | May 19, 2022          | 1 h 42 min | English    |
| F*ck Love Too                                       | Que Se Dane o Amor, De Novo!                           |                    | Comedy                            | May 20, 2022          | 1 h 32 min | Dutch      |
| Godspeed                                            | Boa Viagem                                             |                    | Drama                             | May 23, 2022          | 1 h 59 min | Turkish    |
| Interceptor                                         | Interceptor                                            |                    | Action drama                      | June 3, 2022          | 1 h 38 min | English    |
| Hustle                                              | Arremessando Alto                                      |                    | Sports                            | June 8, 2022          | 1 h 58 min | English    |
| Trees of Peace                                      | Árvores da Paz                                         |                    | Drama                             | June 10, 2022         | 1 h 38 min | English    |
| Centauro                                            | Centauro                                               |                    | Action thriller                   | June 15, 2022         | 1 h 30 min | Spanish    |
| Heart Parade                                        | Desfile de Corações                                    |                    | Romantic comedy                   | June 15, 2022         | 1 h 48 min | Polish     |
| The Wrath of God                                    | A Ira de Deus                                          |                    | Thriller                          | June 15, 2022         | 1 h 38 min | Spanish    |
| Spiderhead                                          | Spiderhead                                             |                    | Science fiction action thriller   | June 17, 2022         | 1 h 47 min | English    |
| Doom of Love                                        | O Apocalipse do Amor                                   |                    | Drama                             | June 20, 2022         | 1 h 40 min | Turkish    |
| Love & Gelato                                       | Amor & Gelato                                          |                    | Romance                           | June 22, 2022         | 1 h 52 min | English    |
| Blasted                                             | Dois Amigos e Uma Ameaça Alienígena                    |                    | Science fiction / comedy          | June 28, 2022         | 1 h 55 min | Norwegian  |
| Beauty                                              | Beauty                                                 |                    | Drama                             | June 29, 2022         | 1 h 35 min | English    |
| Hello, Goodbye, and Everything in Between           | Olá, Adeus e Tudo Mais                                 |                    | Romantic comedy                   | July 6, 2022          | 1 h 24 min | English    |
| Dangerous Liaisons                                  | Ligações Perigosas                                     |                    | Romantic drama                    | July 8, 2022          | 1 h 49 min | French     |
| Jewel                                               | Inestimável                                            |                    | Drama                             | July 8, 2022          | 1 h 20 min | English    |
| The Sea Beast                                       | A Fera do Mar                                          |                    | Animated adventure                | July 8, 2022          | 1 h 59 min | English    |
| For Jojo                                            | Tudo Por Jojo                                          |                    | Drama                             | July 11, 2022         | 1 h 30 min | German     |
| Sotto il sole di Amalfi                             | O Sol de Amalfi                                        |                    | Comedy drama                      | July 13, 2022         | 1 h 30 min | Italian    |
| Love Goals                                          | Em um Passe de Mágica                                  |                    | Comedy                            | July 15, 2022         | 2 h 47 min | Hindi      |
| Persuasion                                          | Persuasão                                              |                    | Drama                             | July 15, 2022         | 1 h 49 min | English    |
| The Gray Man                                        | Agente Oculto                                          |                    | Spy thriller                      | July 22, 2022         | 2 h 9 min  | English    |
| Pipa                                                | Retorno                                                |                    | Thriller                          | July 27, 2022         | 1 h 56 min | Spanish    |
| Barba, Cabelo e Bigode                              | Barba, Cabelo e Bigode                                 |                    | Comedy                            | July 28, 2022         | 1 h 31 min | Portuguese |
| The Entitled                                        | Herança Surpresa                                       |                    | Romantic comedy                   | July 29, 2022         | 1 h 30 min | Filipino   |
| Purple Hearts                                       | Continência ao Amor                                    |                    | Romance                           | July 29, 2022         | 2 h 2 min  | English    |
| Buba                                                | Buba                                                   |                    | Comedy                            | August 3, 2022        | 1 h 34 min | German     |
| ¿Qué culpa tiene el karma?                          | Que Culpa Tem o Carma?                                 |                    | Romantic comedy                   | August 3, 2022        | 1 h 25 min | Spanish    |
| Wedding Season                                      | Temporada de Casamentos                                |                    | Comedy                            | August 4, 2022        | 1 h 37 min | English    |
| Carter                                              | Carter                                                 |                    | Action                            | August 5, 2022        | 2 h 14 min | Korean     |
| Darlings                                            | Darlings                                               |                    | Comedy drama                      | August 5, 2022        | 2 h 14 min | Hindi      |
| Rise of the Teenage Mutant Ninja Turtles: The Movie | O Despertar das Tartarugas Ninja: O Filme              |                    | Animated action-adventure         | August 5, 2022        | 1 h 22 min | English    |
| Heartsong                                           | Na Sinfonia do Coração                                 |                    | Romantic comedy                   | August 10, 2022       | 1 h 35 min | Turkish    |
| 13: The Musical                                     | 13: O Músical                                          |                    | Musical                           | August 12, 2022       | 1 h 34 min | English    |
| Day Shift                                           | Dupla Jornada                                          |                    | Fantasy comedy                    | August 12, 2022       | 1 h 53 min | English    |
| Look Both Ways                                      | Como Seria se...?                                      |                    | Romantic comedy                   | August 17, 2022       | 1 h 51 min | English    |
| Royalteen                                           | Royalteen                                              |                    | Coming-of-age                     | August 17, 2022       | 1 h 48 min | Norwegian  |
| The Next 365 Days                                   | 365 Dias Finais                                        |                    | Erotic thriller                   | August 19, 2022       | 1 h 53 min | English    |
| That's Amor                                         | That's Amor                                            |                    | Romantic comedy                   | August 25, 2022       | 1 h 36 min | English    |
| Loving Adults                                       | Um Marido Fiel                                         |                    | Thriller                          | August 26, 2022       | 1 h 45 min | Danish     |
| Me Time                                             | De Férias da Família                                   |                    | Comedy                            | August 26, 2022       | 1 h 44 min | English    |
| Seoul Vibe                                          | Seul em Alta Velocidade                                |                    | Action                            | August 26, 2022       | 2 h 20 min | Korean     |
| I Came By                                           | Passei por Aqui                                        |                    | Thriller                          | August 31, 2022       | 1 h 50 min | English    |
| Vizinhos                                            | Vizinhos                                               |                    | Comedy                            | September 1, 2022     | 1 h 50 min | Portuguese |
| Love in the Villa                                   | Amor em Verona                                         |                    | Romantic comedy                   | September 1, 2022     | 1 h 55 min | English    |
| The Festival of Troubadours                         | O Festival dos Trovadores                              |                    | Drama                             | September 2, 2022     | 1 h 42 min | Turkish    |
| End of the Road                                     | Fim da Estrada                                         |                    | Crime thriller                    | September 9, 2022     | 1 h 31 min | English    |
| No Limit                                            | Paixão Sufocante                                       |                    | Thriller                          | September 9, 2022     | 1 h 58 min | French     |
| Broad Peak                                          | Broad Peak                                             |                    | Thriller                          | September 14, 2022    | 1 h 42 min | Polish     |
| Do Revenge                                          | Justiceiras                                            |                    | Black comedy                      | September 16, 2022    | 1 h 58 min | English    |
| Drifting Home                                       | Drifting Home                                          |                    | Anime                             | September 16, 2022    | 2 h        | Japanese   |
| I Used to Be Famous                                 | Já Fui Famoso                                          |                    | Musical drama                     | September 16, 2022    | 1 h 44 min | English    |
| Jogi                                                | Jogi                                                   |                    | Drama                             | September 16, 2022    | 1 h 56 min | Hindi      |
| The Perfumier                                       | O Perfumista                                           |                    | Crime drama                       | September 21, 2022    | 1 h 36 min | German     |
| A Jazzman's Blues                                   | O Homem do Jazz                                        |                    | Drama                             | September 23, 2022    | 2 h 8 min  | English    |
| Lou                                                 | Lou                                                    |                    | Thriller                          | September 23, 2022    | 1 h 47 min | English    |
| Athena                                              | Athena                                                 |                    | Drama                             | September 23, 2022    | 1 h 37 min | French     |
| Blonde                                              | Blonde                                                 |                    | Biographical drama                | September 28, 2022    | 2 h 47 min | English    |
| Aníkúlápó                                           | Aníkúlápó                                              |                    | Fantasy drama                     | September 30, 2022    | 2 h 22 min | Yoruba     |
| Plan A Plan B                                       | Plano A, Plano B                                       |                    | Romantic comedy                   | September 30, 2022    | 1 h 46 min | Hindi      |
| Rainbow                                             | Rainbow                                                |                    | Fantasy drama                     | September 30, 2022    | 1 h 58 min | Spanish    |
| Jumping from High Places                            | 100 Medos                                              |                    | Drama                             | October 5, 2022       | 1 h 28 min | Italian    |
| Mr. Harrigan's Phone                                | O Telefone do Sr. Harrigan                             |                    | Horror                            | October 5, 2022       | 1 h 46 min | English    |
| Togo                                                | A Vida de Togo                                         |                    | Thriller                          | October 5, 2022       | 1 h 35 min | Spanish    |
| Doll House                                          | Casa de Boneca                                         |                    | Drama                             | October 7, 2022       | 1 h 46 min | Filipino   |
| Luckiest Girl Alive                                 | Uma Garota de Muita Sorte                              |                    | Mystery                           | October 7, 2022       | 1 h 55 min | English    |
| Old People                                          | Lar dos Esquecidos                                     |                    | Horror                            | October 7, 2022       | 1 h 41 min | German     |
| Esposa de Aluguel                                   | Esposa de Aluguel                                      |                    | Romantic comedy                   | October 11, 2022      | 1 h 47 min | Portuguese |
| The Curse of Bridge Hollow                          | A Maldição de Bridge Hollow                            |                    | Comedy                            | October 14, 2022      | 1 h 31 min | English    |
| The School for Good and Evil                        | A Escola do Bem e do Mal                               |                    | Children's fantasy                | October 19, 2022      | 2 h 28 min | English    |
| The Stranger                                        | O Desconhecido                                         |                    | Thriller                          | October 19, 2022      | 1 h 57 min | English    |
| 20th Century Girl                                   | Garota do Século 20                                    |                    | Romantic                          | October 21, 2022      | 2 h 1 min  | Korean     |
| Hellhole                                            | O Monastério                                           |                    | Horror                            | October 26, 2022      | 1 h 30 min | Polish     |
| Rapiniamo il Duce                                   | Roubando Mussolini                                     |                    | Action comedy                     | October 26, 2022      | 1 h 30 min | Italian    |
| The Good Nurse                                      | O Enfermeiro da Noite                                  |                    | Drama                             | October 26, 2022      | 2 h 3 min  | English    |
| Depois do Universo                                  | Depois do Universo                                     |                    | Romantic drama                    | October 27, 2022      | 2 h 7 min  | Portuguese |
| All Quiet on the Western Front                      | Nada de Novo no Front                                  |                    | War drama                         | October 28, 2022      | 2 h 28 min | German     |
| Cici                                                | Quatro Gerações                                        |                    | Drama                             | October 28, 2022      | 2 h 31 min | Turkish    |
| Wendell & Wild                                      | Wendell & Wild                                         |                    | Stop motion fantasy horror comedy | October 28, 2022      | 1 h 46 min | English    |
| Wild Is the Wind                                    | Vento Selvagem                                         |                    | Crime drama                       | October 28, 2022      | 2 h 3 min  | English    |
| The Takeover                                        | Hackers no Controle                                    |                    | Action / thriller                 | November 1, 2022      | 1 h 28 min | Dutch      |
| The Soccer Football Movie                           | Futebol em Apuros                                      |                    | Animation                         | November 9, 2022      | 1 h 13 min | English    |
| Falling for Christmas                               | Uma Queridinha de Natal                                |                    | Romantic comedy                   | November 10, 2022     | 1 h 35 min | English    |
| Lost Bullet 2: Back for More                        | Bala Perdida 2                                         |                    | Action                            | November 10, 2022     | 1 h 40 min | French     |
| Don't Leave                                         | Não Vá                                                 |                    | Drama                             | November 11, 2022     | 1 h 47 min | Turkish    |
| Monica, O My Darling                                | Monica, O My Darling                                   |                    | Neo-noir comedy thriller          | November 11, 2022     | 2 h 10 min | Hindi      |
| My Father's Dragon                                  | O Dragão do Meu Pai                                    |                    | Animated fantasy adventure        | November 11, 2022     | 1 h 43 min | English    |
| The Lost Lotteries                                  | Em Busca do Bilhete Premiado                           |                    | Comedy                            | November 16, 2022     | 1 h 46 min | Thai       |
| The Wonder                                          | O Milagre                                              |                    | Psychological drama               | November 16, 2022     | 1 h 49 min | English    |
| Christmas with You                                  | Natal com Você                                         |                    | Romantic comedy                   | November 17, 2022     | 1 h 30 min | English    |
| Slumberland                                         | Terra dos Sonhos                                       |                    | Fantasy adventure                 | November 18, 2022     | 2 h        | English    |
| Christmas on Mistletoe Farm                         | Nosso Natal na Fazenda                                 |                    | Comedy                            | November 23, 2022     | 1 h 43 min | English    |
| Lesson Plan                                         | Plano de Aula                                          |                    | Crime drama                       | November 23, 2022     | 1 h 39 min | Polish     |
| The Swimmers                                        | As Nadadoras                                           |                    | Drama                             | November 23, 2022     | 2 h 15 min | English    |
| El Gual                                             | O Bom Garoto                                           |                    | Comedy                            | November 23, 2022     | 1 h 35 min | Spanish    |
| The Noel Diary                                      | O Diário de Natal                                      |                    | Drama                             | November 24, 2022     | 1 h 40 min | English    |
| A Man of Action                                     | Um Homem de Ação                                       |                    | Biopic                            | November 30, 2022     | 1 h 51 min | Spanish    |
| Um Natal Cheio de Graça                             | Um Natal Cheio de Graça                                |                    | Romantic comedy                   | November 30, 2022     | 1 h 45 min | Portuguese |
| Il mio nome è vendetta                              | Meu Nome é Vingança                                    |                    | Thriller                          | November 30, 2022     | 1 h 30 min | Italian    |
| Qala                                                | Qala                                                   |                    | Drama                             | December 1, 2022      | 1 h 59 min | Hindi      |
| Troll                                               | O Troll da Montanha                                    |                    | Monster                           | December 1, 2022      | 1 h 43 min | Norwegian  |
| Lady Chatterley's Lover                             | O Amante de Lady Chatterley                            |                    | Romantic drama                    | December 2, 2022      | 2 h 7 min  | English    |
| Scrooge: A Christmas Carol                          | Scrooge: Um Conto de Natal                             |                    | Animation                         | December 2, 2022      | 1 h 41 min | English    |
| Delivery by Christmas                               | Encomenda para o Natal                                 |                    | Romantic comedy                   | December 6, 2022      | 1 h 40 min | Polish     |
| Ardiente paciencia                                  | Ardente Paciência                                      |                    | Drama                             | December 7, 2022      | 1 h 30 min | Spanish    |
| Matrimillas                                         | Matrimilhas                                            |                    | Drama                             | December 7, 2022      | 1 h 41 min | Spanish    |
| Guillermo del Toro's Pinocchio                      | Pinóquio por Guillermo del Toro                        |                    | Stop motion fantasy musical drama | December 9, 2022      | 1 h 56 min | English    |
| I Believe in Santa                                  | Ele Acredita em Papai Noel!                            |                    | Romantic comedy                   | December 14, 2022     | 1 h 30 min | English    |
| The Big 4                                           | Os 4 Malfeitores                                       |                    | Action comedy                     | December 15, 2022     | 2 h 21 min | Indonesian |
| Bardo, falsa crónica de unas cuantas verdades       | BARDO, Falsa Crônica de Algumas Verdades               |                    | Comedy                            | December 16, 2022     | 2 h 39 min | Spanish    |
| Private Lesson                                      | Conselheira do Amor                                    |                    | Romantic comedy                   | December 16, 2022     | 1 h 29 min | Turkish    |
| Reviviendo la Navidad                               | Natal Outra Vez?                                       |                    | Comedy                            | December 20, 2022     | 1 h 40 min | Spanish    |
| Glass Onion: A Knives Out Mystery                   | Glass Onion: Um Mistério Knives Out                    |                    | Murder mystery                    | December 23, 2022     | 2 h 19 min | English    |
| Noc w przedszkolu                                   | Uma Noite no Jardim de Infância                        |                    | Black comedy                      | December 28, 2022     | 1 h 37 min | Polish     |
| White Noise                                         | Ruído Branco                                           |                    | Black comedy                      | December 30, 2022     | 2 h 16 min | English    |

## Documentários
| Título original                                          | Título no Brasil | Título em Portugal | Estreia            | Duração    | Idioma     |
| -------------------------------------------------------- | ---------------- | ------------------ | ------------------ | ---------- | ---------- |
| Three Songs for Benazir                                  |                  |                    | January 24, 2022   | 22 min     | Pashto     |
| The Tinder Swindler                                      |                  |                    | February 2, 2022   | 1 h 54 min | English    |
| Downfall: The Case Against Boeing                        |                  |                    | February 18, 2022  | 1 h 29 min | English    |
| 11M: Terror in Madrid                                    |                  |                    | February 23, 2022  | 1 h 32 min | Spanish    |
| Surviving Paradise: A Family Tale                        |                  |                    | March 3, 2022      | 1 h 19 min | English    |
| Broken Idol: The Undoing of Diomedes Díaz                |                  |                    | March 30, 2022     | 1 h 42 min | Spanish    |
| Trust No One: The Hunt for the Crypto King               |                  |                    | March 30, 2022     | 1 h 30 min | English    |
| Return to Space                                          |                  |                    | April 7, 2022      | 2 h 8 min  | English    |
| White Hot: The Rise & Fall of Abercrombie & Fitch        |                  |                    | April 19, 2022     | 1 h 28 min | English    |
| The Mystery of Marilyn Monroe: The Unheard Tapes         |                  |                    | April 27, 2022     | 1 h 41 min | English    |
| Hold Your Breath: The Ice Dive                           |                  |                    | May 3, 2022        | 40 min     | English    |
| Our Father                                               |                  |                    | May 11, 2022       | 1 h 37 min | English    |
| Cyber Hell: Exposing an Internet Horror                  |                  |                    | May 18, 2022       | 1 h 45 min | Korean     |
| The Photographer: Murder in Pinamar                      |                  |                    | May 19, 2022       | 1 h 46 min | Spanish    |
| Gladbeck: The Hostage Crisis                             |                  |                    | June 8, 2022       | 1 h 31 min | German     |
| Jennifer Lopez: Halftime                                 |                  |                    | June 14, 2022      | 1 h 36 min | English    |
| Sing, Dance, Act: Kabuki featuring Toma Ikuta            |                  |                    | June 16, 2022      | 1 h 27 min | Japanese   |
| The Martha Mitchell Effect                               |                  |                    | June 17, 2022      | 40 min     | English    |
| Civil: Ben Crump                                         |                  |                    | June 19, 2022      | 1 h 41 min | English    |
| Girl in the Picture                                      |                  |                    | July 6, 2022       | 1 h 42 min | English    |
| My Daughter's Killer                                     |                  |                    | July 12, 2022      | 1 h 24 min | French     |
| Never Stop Dreaming: The Life and Legacy of Shimon Peres |                  |                    | July 13, 2022      | 2 h 9 min  | English    |
| Bank Robbers: The Last Great Heist                       |                  |                    | August 10, 2022    | 1 h 50 min | Spanish    |
| Stay on Board: The Leo Baker Story                       |                  |                    | August 11, 2022    | 1 h 13 min | English    |
| Inside the Mind of a Cat                                 |                  |                    | August 18, 2022    | 1 h 7 min  | English    |
| Untold: The Rise and Fall of AND1                        |                  |                    | August 23, 2022    | 1 h 9 min  | English    |
| Running with the Devil: The Wild World of John McAfee    |                  |                    | August 24, 2022    | 1 h 45 min | English    |
| The Figo Affair: The Transfer that Changed Football      |                  |                    | August 25, 2022    | 1 h 44 min | Spanish    |
| Untold: Operation Flagrant Foul                          |                  |                    | August 30, 2022    | 1 h 17 min | English    |
| Get Smart With Money                                     |                  |                    | September 6, 2022  | 1 h 33 min | English    |
| Untold: The Race of the Century                          |                  |                    | September 6, 2022  | 1 h 23 min | English    |
| The Anthrax Attacks                                      |                  |                    | September 8, 2022  | 1 h 35 min | English    |
| Skandal! Bringing Down Wirecard                          |                  |                    | September 16, 2022 | 1 h 33 min | English    |
| The Dreamlife of Georgie Stone                           |                  |                    | September 22, 2022 | 29 min     | English    |
| A Trip to Infinity                                       |                  |                    | September 26, 2022 | 1 h 19 min | English    |
| Into the Deep: The Submarine Murder Case                 |                  |                    | September 30, 2022 | 1 h 27 min | English    |
| The Trapped 13: How We Survived The Thai Cave            |                  |                    | October 5, 2022    | 1 h 43 min | Thai       |
| The Joys and Sorrows of Young Yuguo                      |                  |                    | October 6, 2022    | 28 min     | English    |
| The Redeem Team                                          |                  |                    | October 7, 2022    | 1 h 38 min | English    |
| LiSA: Another Great Day                                  |                  |                    | October 18, 2022   | 1 h 37 min | Japanese   |
| Descendant                                               |                  |                    | October 21, 2022   | 1 h 49 min | English    |
| Fugitive: The Curious Case of Carlos Ghosn               |                  |                    | October 26, 2022   | 1 h 35 min | English    |
| Orgasm Inc: The Story of OneTaste                        |                  |                    | November 5, 2022   | 1 h 29 min | English    |
| State of Alabama vs. Brittany Smith                      |                  |                    | November 10, 2022  | 40 min     | English    |
| Capturing the Killer Nurse                               |                  |                    | November 11, 2022  | 1 h 35 min | English    |
| Is That Black Enough for You?!?                          |                  |                    | November 11, 2022  | 2 h 15 min | English    |
| Stutz                                                    |                  |                    | November 14, 2022  | 1 h 36 min | English    |
| In Her Hands                                             |                  |                    | November 16, 2022  | 1 h 33 min | English    |
| Racionais MC's: From the Streets of São Paulo            |                  |                    | November 16, 2022  | 1 h 56 min | Portuguese |
| I Am Vanessa Guillen                                     |                  |                    | November 17, 2022  | 1 h 36 min | English    |
| Ghislaine Maxwell: Filthy Rich                           |                  |                    | November 25, 2022  | 1 h 41 min | English    |
| The Last Dolphin King                                    |                  |                    | November 25, 2022  | 1 h 34 min | Spanish    |
| Take Your Pills: Xanax                                   |                  |                    | November 30, 2022  | 1 h 30 min | English    |
| The Masked Scammer                                       |                  |                    | December 1, 2022   | 1 h 30 min | English    |
| "Sr."                                                    |                  |                    | December 2, 2022   | 1 h 30 min | English    |
| In Broad Daylight: The Narvarte Case                     |                  |                    | December 8, 2022   | 1 h 48 min | Spanish    |
| The Elephant Whisperers                                  |                  |                    | December 8, 2022   | 41 min     | Tamil      |
| Kangaroo Valley                                          |                  |                    | December 14, 2022  | 1 h 16 min | English    |
| The Volcano: Rescue from Whakaari                        |                  |                    | December 16, 2022  | 1 h 38 min | English    |

## Especiais
| Título original                                   | Título no Brasil | Título em Portugal | Gênero                          | Estreia            | Duração    | Idioma   |
| ------------------------------------------------- | ---------------- | ------------------ | ------------------------------- | ------------------ | ---------- | -------- |
| The House                                         |                  |                    | Stop motion / dark comedy       | January 14, 2022   | 1 h 37 min | English  |
| Behind the Scenes with Jane Campion               |                  |                    | Making-of                       | January 27, 2022   | 17 min     | English  |
| Erax                                              |                  |                    | Fantasy                         | February 17, 2022  | 15 min     | English  |
| Forgive Us Our Trespasses                         |                  |                    | Drama                           | February 17, 2022  | 14 min     | English  |
| Heart Shot                                        |                  |                    | Thriller                        | February 17, 2022  | 19 min     | English  |
| Cat Burglar                                       |                  |                    | Animation / interactive fiction | February 22, 2022  | 12 min     | English  |
| Adam by Eve: A Live in Animation                  |                  |                    | Animation / concert film        | March 15, 2022     | 58 min     | Japanese |
| Celeb Five: Behind the Curtain                    |                  |                    | Docu-comedy                     | April 1, 2022      | 55 min     | Korean   |
| Oprah + Viola: A Netflix Special Event            |                  |                    | Interview                       | April 22, 2022     | 48 min     | English  |
| Dirty Daddy: The Bob Saget Tribute                |                  |                    | Interview                       | June 10, 2022      | 1 h 23 min | English  |
| Dave Chappelle: What's In a Name?                 |                  |                    | Speech                          | July 7, 2022       | 39 min     | English  |
| Nightmare of the Wolf Bestiary                    |                  |                    | Clipshow                        | August 23, 2022    | 11 min     | English  |
| Ivy + Bean                                        |                  |                    | Family                          | September 2, 2022  | 57 min     | English  |
| Ivy + Bean: Doomed to Dance                       |                  |                    | Family                          | September 2, 2022  | 56 min     | English  |
| Ivy + Bean: The Ghost That Had to Go              |                  |                    | Family                          | September 2, 2022  | 1 h 1 min  | English  |
| Entergalactic                                     |                  |                    | Musical drama                   | September 30, 2022 | 1 h 32 min | English  |
| Barbie Epic Road Trip                             |                  |                    | Animation / interactive fiction | October 25, 2022   | 36 min     | English  |
| Triviaverse                                       |                  |                    | Interactive fiction / Quiz show | November 8, 2022   | 6 min      | English  |
| Making ATHENA                                     |                  |                    | Making-of                       | November 18, 2022  | 37 min     | French   |
| Guillermo del Toro's Pinocchio: Handcarved Cinema |                  |                    | Making-of                       | December 9, 2022   | 30 min     | English  |
| The Seven Deadly Sins: Grudge of Edinburgh Part 1 |                  |                    | Anime                           | December 20, 2022  | 52 min     | Japanese |
| Stuck with You                                    |                  |                    | Romantic comedy                 | December 28, 2022  | 59 min     | French   |

## Filmes originais regionais
Esses filmes não estão disponíveis em todo o mundo no momento.  Eles serão lançados em algum momento ainda não revelado nos territórios restantes da Netflix.
| Título original    | Título no Brasil | Título em Portugal | Gênero  | Estreia          | Duração    | Idioma   |
| ------------------ | ---------------- | ------------------ | ------- | ---------------- | ---------- | -------- |
| The Claus Family 3 |                  |                    | Fantasy | December 8, 2022 | 1 h 13 min | Holandês |